# البيئة التنظيمية
البيئة التنظيمية (أيضًا الديموغرافيا التنظيمية والإيكولوجيا السكانية للمنظمات) هي نهج نظري وتجريبي في العلوم الاجتماعية التي تعتبر مجالًا فرعيًا للدراسات التنظيمية. تستخدم البيئة التنظيمية رؤى من علم الأحياء، والاقتصاد، وعلم الاجتماع، وتستخدم التحليل الإحصائي لمحاولة فهم الظروف التي تنشأ بموجبها المنظمات وتنمو وتموت.
تنقسم بيئة المنظمات إلى ثلاثة مستويات، المجتمع والسكان والمنظمة. مستوى المجتمع هو النظام المتكامل وظيفيًا للتفاعل بين السكان. مستوى السكان هو مجموعة المنظمات التي تشارك في أنشطة مماثلة. يركز مستوى المنظمة على المنظمات الفردية (بعض الأبحاث تقسم المنظمات إلى أعضاء فرديين ومستويات وحدة فرعية. ما يشار إليه عمومًا بالبيئة التنظيمية في البحث هو بيئة سكانية أكثر دقة، مع التركيز على المستوى الثاني.

## تطوير
أطلق ويليام إيفان، الباحث في مدرسة وارتون، على مستوى السكان مجموعة التنظيم، وركز على العلاقات المتبادلة بين المنظمات الفردية داخل السكان منذ عام 1966. ومع ذلك، قبل منتصف السبعينيات، ركزت غالبية أبحاث الدراسات التنظيمية على التغيير التكيفي في المنظمات (انظر أيضًا الإدارة التكيفية والأداء التكيفي). انتقل النهج البيئي التركيز إلى عمليات الاختيار البيئية التي تؤثر على المنظمات.
في عام 1976، عرّف إريك تريست علم البيئة السكانية بأنه «دراسة المجال التنظيمي الذي أنشأه عدد من المنظمات التي تشكل علاقاتها المتبادلة نظامًا على مستوى المجال بأكمله». كما دعا إلى أبحاث الدراسات التنظيمية للتركيز على السكان والمنظمات الفردية كجزء من الأنظمة المفتوحة بدلاً من الأنظمة المغلقة التي لديها تنظيم بيروقراطي (داخلي) وتنظيم بيئي (بيئة مجتمعية) (انظر أيضًا الأنظمة المفتوحة والمغلقة في العلوم الاجتماعية).
أول صياغة صريحة لنظرية الإيكولوجيا السكانية، بقلم مايكل ت.حنان والراحل جون إتش فريمان في مقالهما الصادر في عام 1977 في المجلة الأمريكية لعلم الاجتماع «البيئة السكانية للمنظمات» والذي تم تنقيحه لاحقًا في كتابهما عام 1989، علم البيئة التنظيمية، يبحث البيئة التي تتنافس فيها المنظمات وكيف تحدث عملية مثل الانتقاء الطبيعي. تبحث هذه النظرية في وفاة المنظمات (موت الشركات)، ولادة منظمات جديدة (التأسيس التنظيمي)، فضلاً عن النمو والتغيير التنظيمي.
أصبحت البيئة التنظيمية على مر السنين أحد المجالات المركزية في الدراسات التنظيمية، وهي معروفة بطابعها التجريبي والكمي. عادةً ما يكون للدراسات البيئية تركيز واسع النطاق وطولي (تمتد مجموعات البيانات غالبًا لعدة عقود، وأحيانًا حتى قرون). تقدم كتب ديموغرافيا الشركات والصناعات بقلم جلين كارول ومايكل تي هانان (2000) ومنطق نظرية المنظمة: الجماهير والرموز والإيكولوجيا لمايكل تي هانان ولازلو بولوس وجلين كارول (2007) أكثر نظرة عامة شاملة على مختلف النظريات والأساليب في البيئة التنظيمية.

## المخاوف الرئيسية
تركز البيئة التنظيمية على كيفية تأثير القوى الاجتماعية (المجتمعية) على:
- معدلات إنشاء أشكال تنظيمية جديدة
- معدلات زوال المنظمات والأشكال التنظيمية
- معدلات التغيير في الأشكال التنظيمية.[6]

### الوفيات التنظيمية
تهتم البيئة التنظيمية بقدرة البيئة على دعم المنظمات ومعدل نمو وتراجع المنظمات داخل البيئة. كل من هذه القوى هي جزء مما يسمى الوفيات التنظيمية.

#### الجمود والتغيير
يشير هذا العامل إلى أن المنظمات الموثوقة والمسؤولة هي تلك التي يمكنها البقاء (يفضلها الاختيار). ومع ذلك، فإن المنتج الثانوي السلبي للحاجة إلى الموثوقية والمساءلة هو درجة عالية من القصور الذاتي ومقاومة التغيير. إن التنبؤ الرئيسي للإيكولوجيا التنظيمية هو أن عملية التغيير نفسها معطلة للغاية لدرجة أنها ستؤدي إلى ارتفاع معدل الوفيات.
تعتبر النظريات حول القصور الذاتي والتغيير أساسية لبرنامج بحث البيئة التنظيمية، الذي يسعى إلى فهم أفضل للتغييرات الأوسع في المشهد التنظيمي. يمكن أن تؤدي المقاومة الداخلية والخارجية للتغيير إلى خمول تنظيمي، مما يوفر بعض المقاومة للتكيف التنظيمي. وبالنظر إلى القيود المفروضة على التكيف على مستوى الشركة، فإن معظم هذه التغييرات الأوسع تأتي من الدخول والاستبدال الانتقائي للمنظمات. ومن ثم فقد أنفقت البيئة التنظيمية جهدًا كبيرًا في فهم معدلات التأسيس والوفيات للمنظمات.
يعرّف حنان وفريمان الجمود التنظيمي من حيث القيود الداخلية والخارجية. تشمل القيود الداخلية تكاليف الاستثمار والغرق؛ توافر المعلومات لصناع القرار؛ القيود السياسية مثل الثقافة التنظيمية؛ وتاريخ المنظمة. تشمل القيود الخارجية الحواجز القانونية والضريبية لدخول الأسواق والخروج منها؛ توافر المعلومات حول البيئة؛ الشرعية الخارجية والعقلانية والاستراتيجية الجماعية.

#### نظرية المتخصصة
يميز العرض المخصص بشكل كبير بين نوعين من المنظمات: العموميين والمتخصصين. تعمل المنظمات المتخصصة على زيادة استغلالها للبيئة وتقبل مخاطر تجربة التغيير في تلك البيئة. من ناحية أخرى، تقبل المنظمات العامة مستوى أقل من الاستغلال مقابل قدر أكبر من الأمن.
تُظهر النظرية المتخصصة أن التخصص يُفضل عمومًا في بيئات مستقرة أو معينة. ومع ذلك، فإن المساهمة الرئيسية للنظرية المتخصصة هي على الأرجح النتيجة التي مفادها أن «العمومية ليست دائمًا مثالية في البيئات غير المؤكدة». الاستثناء ناتج عن البيئات التي «تضع مطالب مختلفة جدًا على المنظمة، ومدة الحالات البيئية قصيرة بالنسبة لحياة المنظمة».
وهكذا، تشرح النظرية المتخصصة الاختلافات في الهيكل الصناعي في الصناعات المختلفة. توضح النظرية كيف تتشكل الهياكل المختلفة في الصناعات المختلفة (المنظمات العامة مقابل المنظمات المتخصصة) من خلال البيئات ذات الصلة.

#### الاعتماد على الكثافة
تتنبأ البيئة التنظيمية أيضًا بأن معدلات التأسيس والوفيات تعتمد على عدد المنظمات (الكثافة) في السوق. الآليتين الرئيسيتين هنا هما إضفاء الشرعية (الاعتراف أو التسليم بهذه المجموعة من المنظمات) والمنافسة. بشكل عام، يزداد التشريع (بمعدل متناقص) مع زيادة عدد المنظمات، وكذلك المنافسة (بمعدل متزايد). والنتيجة هي أن عمليات إضفاء الشرعية ستسود في عدد قليل من المنظمات، بينما ستكون المنافسة بأعداد كبيرة.
وبالتالي، فإن معدل التأسيس سيزداد أولاً مع عدد المنظمات (بسبب زيادة الشرعية) ولكنه سينخفض في عدد كبير من المنظمات (بسبب المنافسة). العكس صحيح بالنسبة لمعدلات الوفيات. وبالتالي، فإن علاقة الكثافة بمعدلات التأسيس لها شكل U مقلوب وعلاقة الكثافة بمعدلات الوفيات تتبع نمط U على شكل.

#### الاعتماد على العمر
تم أيضًا دراسة مدى ارتباط خطر وفاة منظمة ما بعمر تلك المنظمة على نطاق واسع. هنا، وجد علماء البيئة التنظيمي عددًا من الأنماط:
- مسئولية الحداثة. هنا، يكون خطر الفشل مرتفعًا في البداية ولكنه ينخفض مع تقدم عمر المنظمة.
- مسئولية المراهقة. سيكون خطر الوفاة منخفضًا في البداية لأن المنظمة محصنة من الفشل بسبب دعم المكونات الخارجية والهبات الأولية. ولكن عندما تنضب هذه الموارد الأولية، يرتفع خطر الوفيات ثم ينخفض بعد مسؤولية نمط الحداثة.
- خصوم الشيخوخة. هنا، يزيد خطر الفشل مع تقدم العمر التنظيمي. قد يكون هذا بسبب مسؤولية الشيخوخة (عدم الكفاءة الداخلية الناشئة عن شيخوخة المنظمة) أو مسؤولية التقادم (عدم توافق خارجي متزايد مع البيئة).[3][2]

## المناهج التطورية للمنظمات
يمكن مقارنة البيئة التنظيمية بشكل مفيد مع النظريات التطورية في الاقتصاد على سبيل المثال (e.g. Nelson & Winter, 1982) لاحظ حنان وفريمان أيضًا تأثيرات البيئة البيولوجية والتطور الاقتصادي على نموذج البيئة السكانية (على وجه التحديد Elton ، 1927 ؛ Durkheim ، 1947 ؛ Hawley ، 1950 ؛ و Hutchison ، 1959). أوجه التشابه الرئيسية بين خيوط الأدب هذه هي: (1) التركيز على الإجراءات التنظيمية وحدود التكيف التنظيم، (2) مستوى تحليل السكان أو النظام و (3) أهمية الاختيار البيئي. إن منظور الإيكولوجيا التنظيمية هو أكثر داروينية (انظر حنان وفريمان، 1989، ص 20-22)، بينما يقدم نيلسون ووينتر (1982، ص 11) منظورًا لاماركيًا أكثر. هناك اختلاف مهم آخر يتعلق بالسؤال: ما الذي تختاره البيئة - «الأشكال التنظيمية»، كما في علم البيئة التنظيمية، أو «الروتين» كما في أدبيات علم الاقتصاد التطوري؟ جادل مؤلفون مثل Joel Baum و Arjen van Witteloostuijn لإمكانية التخصيب المتبادل بين هذين المجالين البحثيين.
تم تقديم منظور الشبكات الاجتماعية حول تطور الشبكات التنظيمية البينية واسعة النطاق من قبل Braha et al. الذين يقترحون نماذج ديناميكية دقيقة تعيد إنتاج شبكات المنافسة المتصورة على نطاق واسع. تم تحديد العديد من الآليات التطورية للشبكات التنظيمية: ترتبط المواقع المكانية للشركات ارتباطًا إيجابيًا بالكثافة السكانية؛ المنافسة البينية محكومة بقواعد الميزة التراكمية والمسافة الجغرافية؛ وتشكيل شبكة المنافسة وديناميكيات حجم الشركة متشابكة بشكل وثيق.